# Blodgett Mills
Blodgett Mills est une census-designated place du comté de Cortland, dans l'État de New York, aux États-Unis,. En 2020, elle compte une population de 274 habitants.